# Fool Night
Fool Night (japanisch フールナイト) ist eine Manga-Serie von Mangaka Kasumi Yasuda, die in Japan seit 2020 veröffentlicht wird. Die dystopische Science-Fiction-Serie erzählt von einer Zukunft ohne Sonnenlicht, in der Menschen in Ersatz-Pflanzenwesen verwandelt werden. Sie wurde unter anderem ins Deutsche übersetzt. 

## Inhalt
Schon 100 Jahre lang gelangt kein Sonnenlicht mehr auf die Erdoberfläche, seit sich eine dicke Wolkenschicht um den Planeten gelegt hat. Alle Pflanzen sind verdorrt und es gibt immer weniger Sauerstoff in der Atmosphäre. Um eine ausreichende Menge zum Atmen zu erhalten, hat die Menschheit eine Technologie der Transfloration entwickelt. Mit dieser können Menschen in Pflanzen verwandelt werden, die dann die Aufgabe der echten Pflanzen übernehmen. Eigentlich sollen nur todkranke Menschen dafür ausgewählt werden, doch die versprochene hohe Prämie lockt auch andere Freiwillige an. Für die 2 Jahre, die die Verwandlung dauert, erhalten sie alles nötige Geld. So wird jeder vor die Wahl gestellt, als Mensch in dieser trostlosen Welt weiterzuleben, oder ein neues Leben als Pflanze zu beginnen. Der junge Toshiro Kamiya gehört zu denen, die in ihrem menschlichen Leben keine Zukunft sehen. Eigentlich wollte er Musiker werden, doch seine Leistungen in der Schule reichen nicht und für seine kranke Mutter muss er Medikamente bezahlen. Er arbeitet hart und will sich Geld für die Ausbildung zusammensparen. Als dann seine Mutter ihm das Ersparte wegnehmen will, verliert er alle Hoffnung. Er bittet seine Freundin Yomiko Horai, ihn zu einer Pflanze zu machen und so zumindest für zwei Jahre glücklich leben zu können. Dabei erlangt er unerwartet die Fähigkeiten, die Sprache der Pflanzen zu verstehen. Da seine Mutter ihm erneut all sein Geld weggenommen hat, erhält er mit dieser Fähigkeit eine neue Arbeit: Im Auftrag der Angehören nach Pflanzen suchen und mit ihnen kommunizieren, die früher ihnen nahestehende Menschen waren.

## Veröffentlichung
Die Serie startete im November 2020 im Magazin Big Comic Superior beim Verlag Shogakukan, wo seither zweimal im Monat ein Kapitel erscheint. Seit März 2021 wurden außerdem zehn Sammelbände herausgegeben (Stand Februar 2025).
Auf Deutsch erscheint die Serie seit August 2024 beim Carlsen Verlag in bisher fünf Bänden (Stand Juli 2025). Die Übersetzung stammt von Gandalf Bartholomäus. Bei Viz Media wird eine englische Fassung veröffentlicht, die bei Shogakukan Asia auch in Südostasien erscheint.